# 邵逸夫創意媒體中心
邵逸夫創意媒體中心（英語：Run Run Shaw Creative Media Centre）是一所坐落於香港城市大學校園北部的教研大樓，位於九龍塘達康路18號，歌和老街和達康路交界，毗鄰歌和老街學生宿舍，香港扶幼會則仁中心學校對面。

## 歷史
城大創意媒體中心建築完成於2011年，大學獲得邵氏基金（香港）有限公司捐贈港幣一億元，以贊助大學的發展，為感謝基金支持，2011年3月17日舉行命名典禮，正式以邵逸夫爵士的名字冠名。
中心於2011年10月28日開幕。
2014年3月，邵逸夫創意媒體中心被德國漢堡的安普瑞斯建築顧問公司評選為世界十大最美麗大學建築之一。

## 簡介
邵逸夫創意媒體中心耗資5億7000萬港元建成，由世界著名建築師丹尼爾·里伯斯金設計。建築以白色外牆為主，外形「三尖八角」，中心內的顏色則以黑、白及棗紅色為主調，除2樓外，所有樓層均由一條幾何形狀的樓梯貫穿，充滿時代感。中心為創意媒體學院、電腦科學系、英文系、媒體與傳播系、互動媒體與電算應用中心使用。

## 設施
大樓樓高9層，佔地7,600平方米，實用面積13,500平方米，最多可容納2,500名師生，包括課室、教職員辦公室、師生共用的康樂及支援設施，一個多用途劇場，攝影棚實驗室、教室、咖啡館和餐廳，以及遍佈植被的休憩園區，更設有大大小小的展覽空間、展覽廳、特定用途的實驗室如電視錄影廠、電台廣播錄音室和演講廳，配有先進的音像器材等設備，提供新聞和傳播的專業訓練，培育能使用多媒體的人才。
- Front gate of the building
- Roof top garden
- Gallery Showing student's work

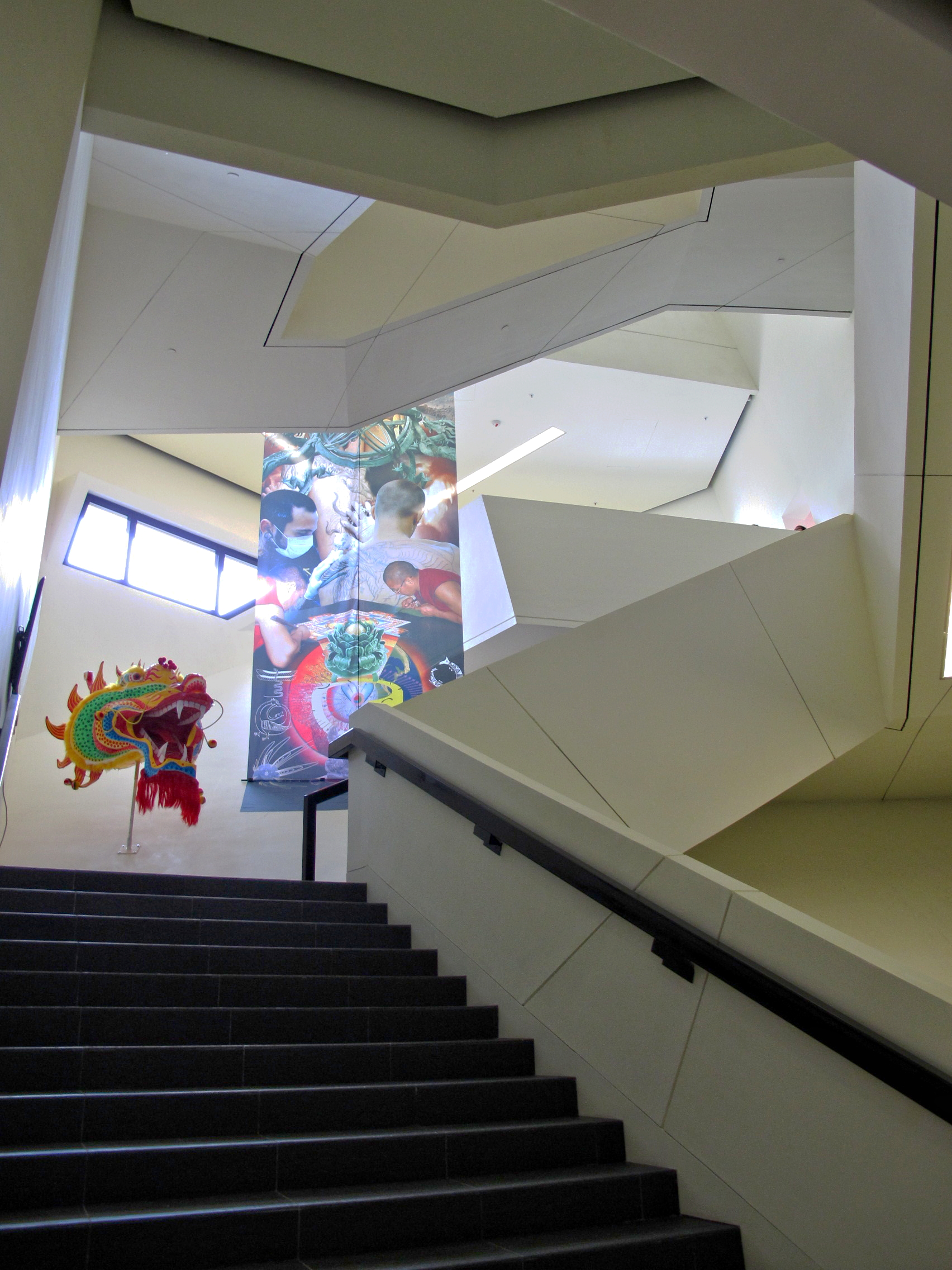
所有樓層均由一條幾何形狀的樓梯貫穿

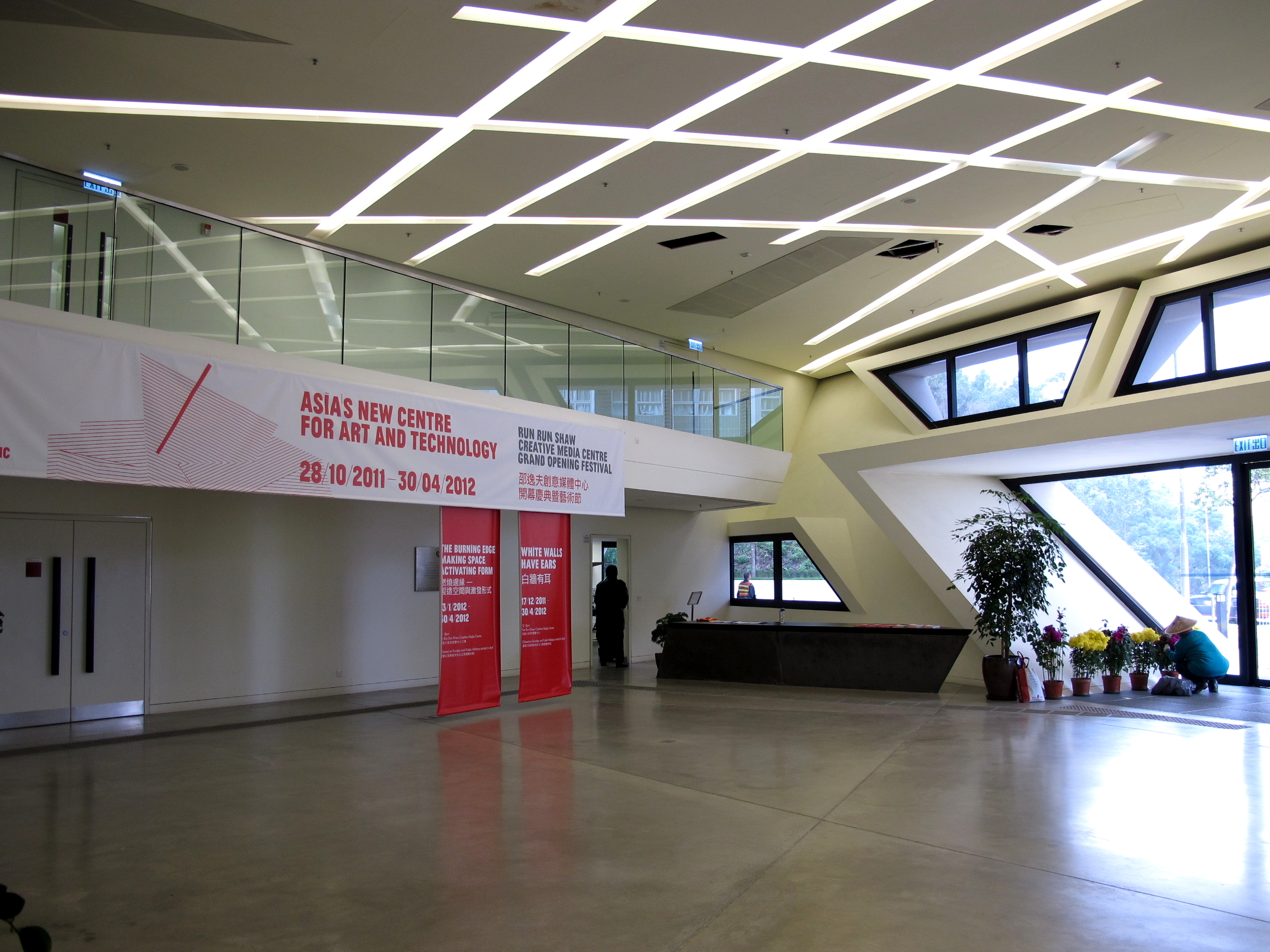
入口中庭
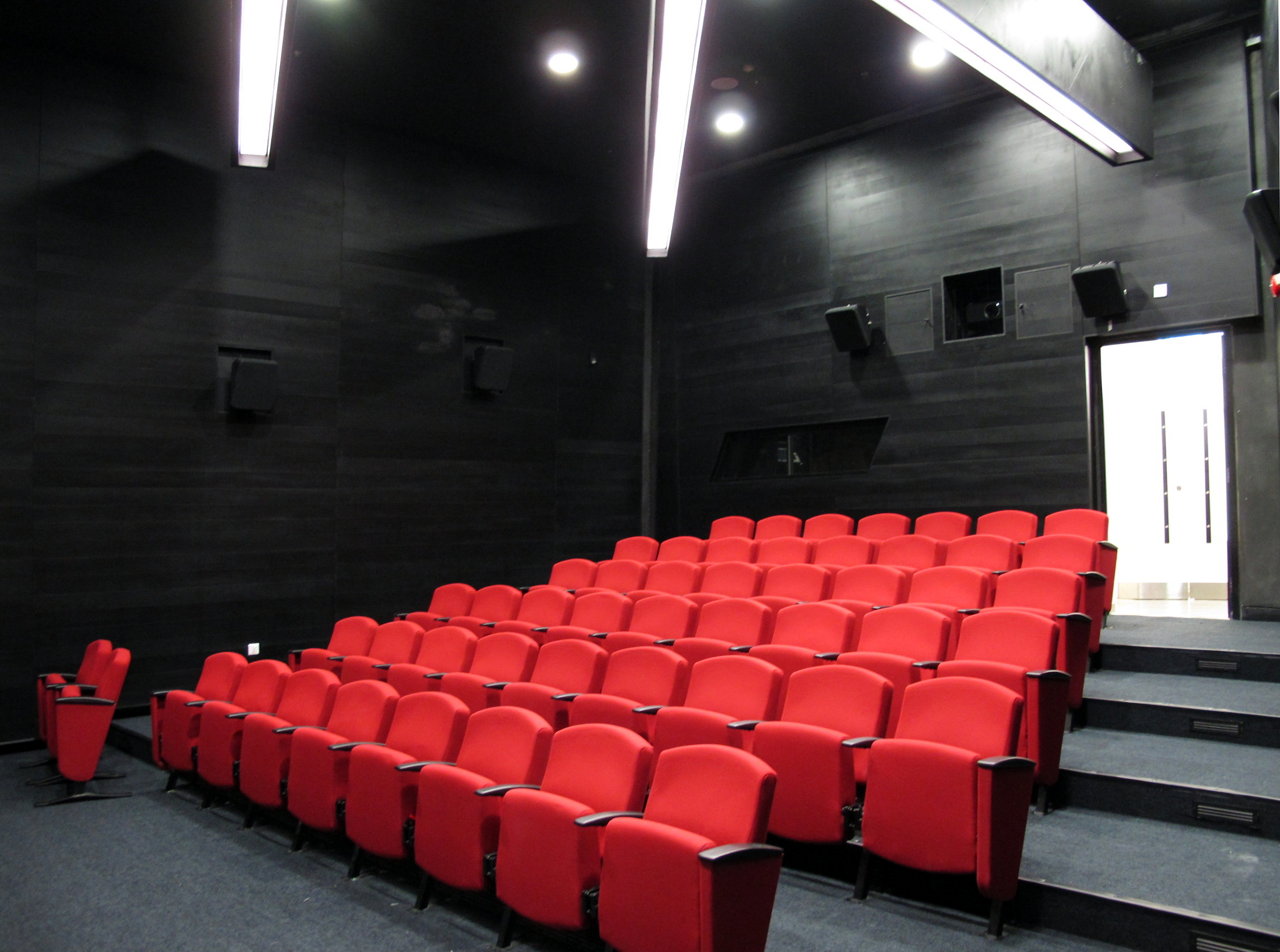
影院
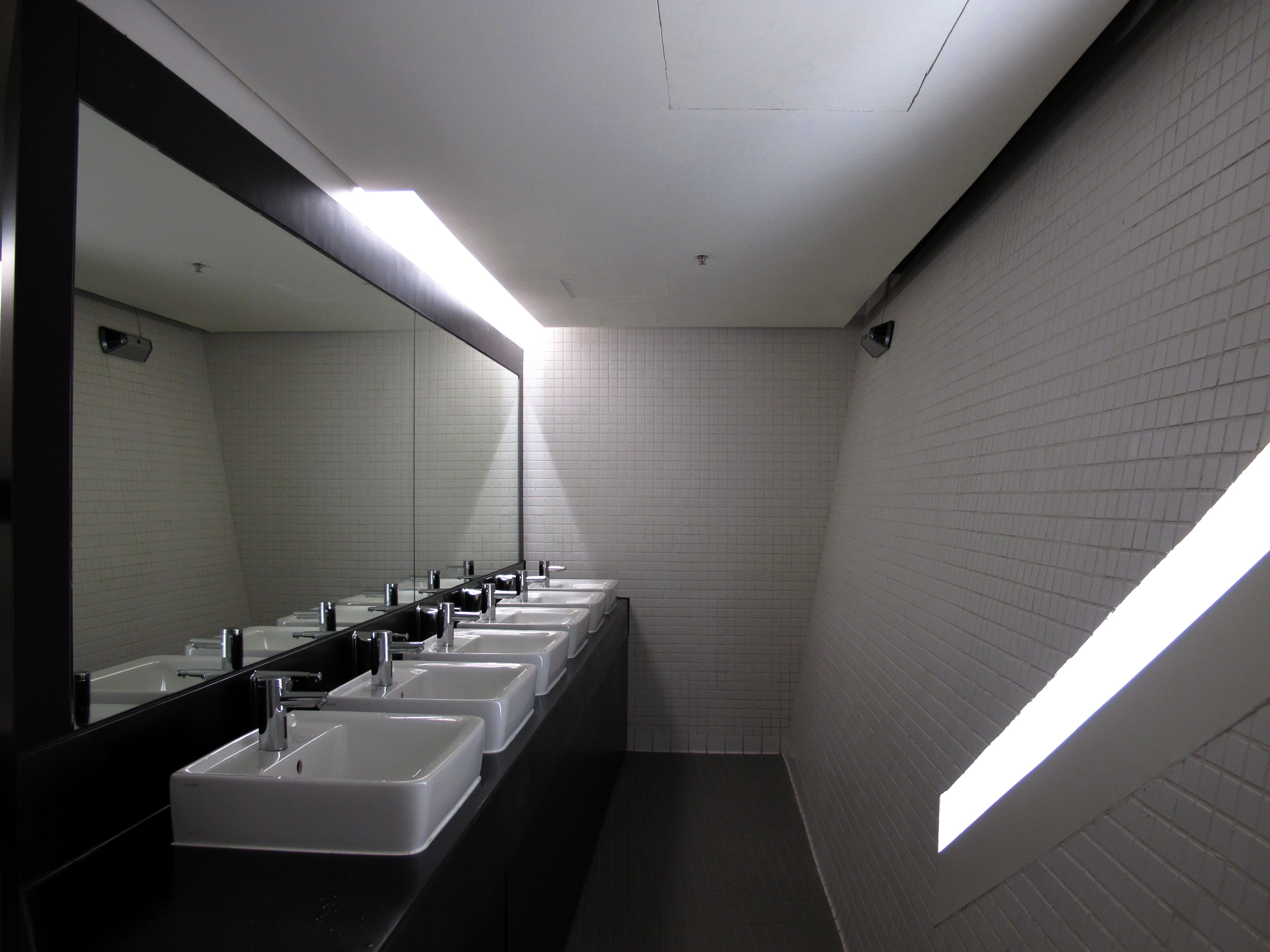
洗手間採用黑、白為主調
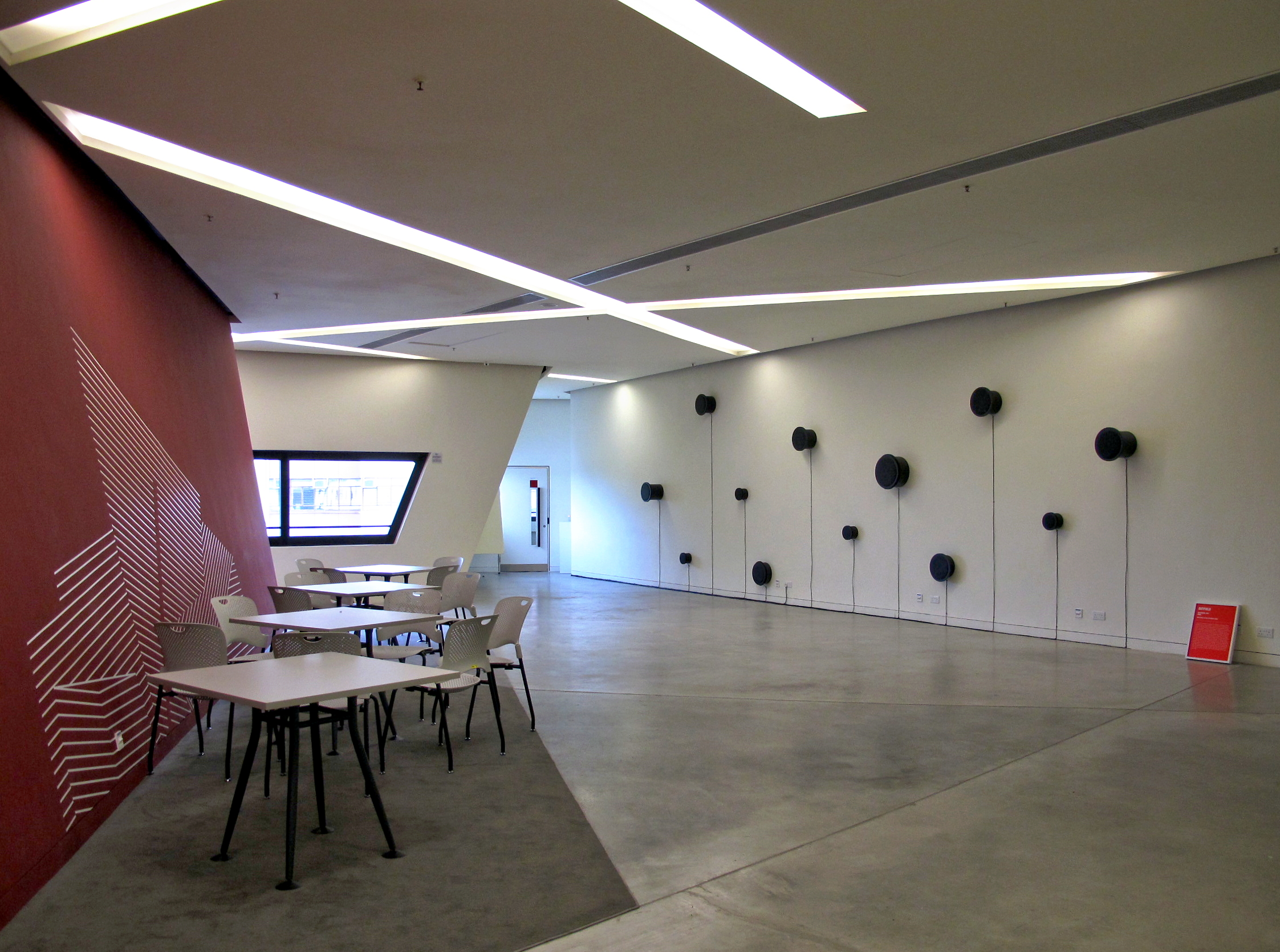
3樓共用空間
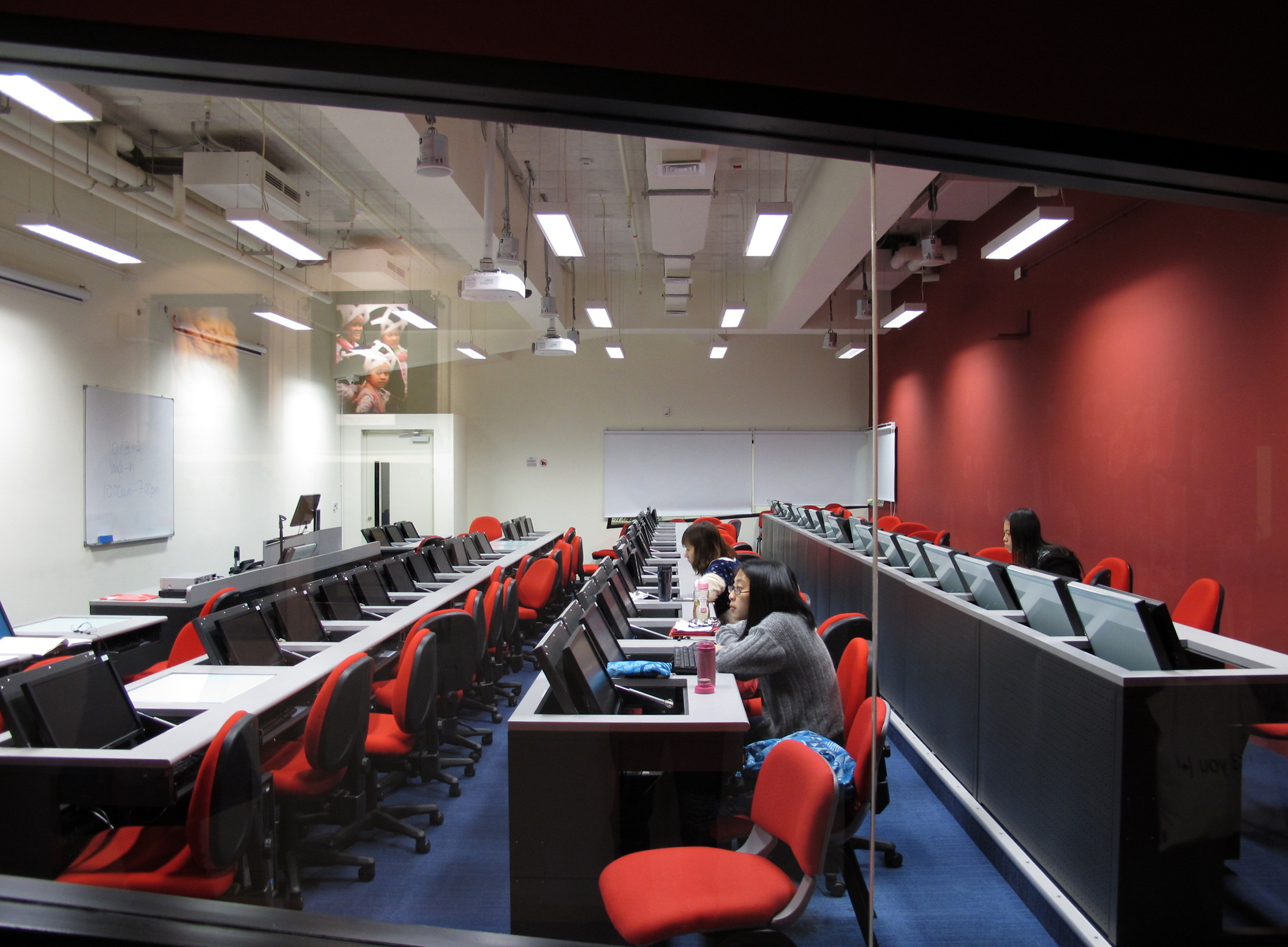
5樓媒體與傳播學系電腦室
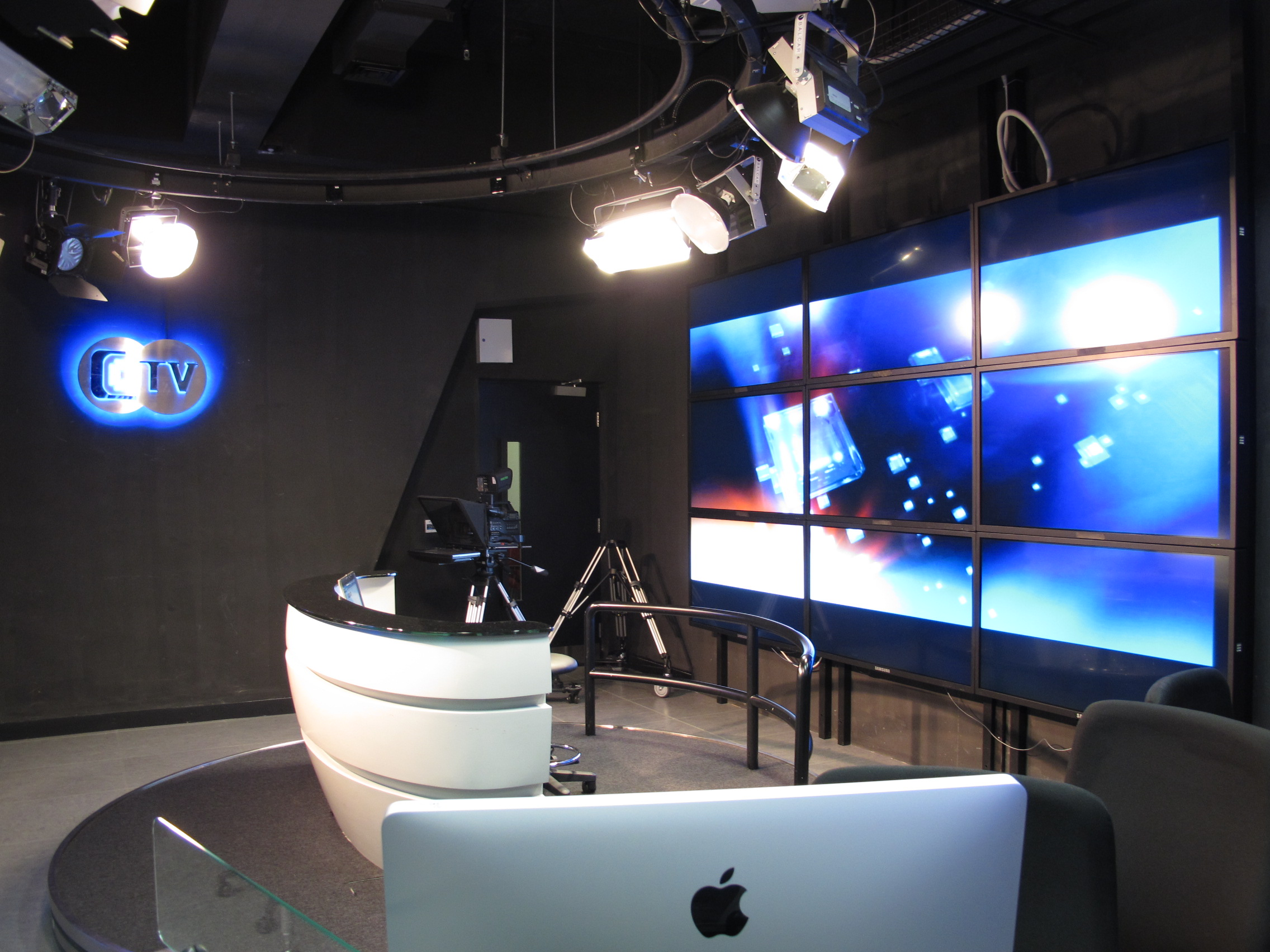
5樓媒體與傳播學系電視錄影廠
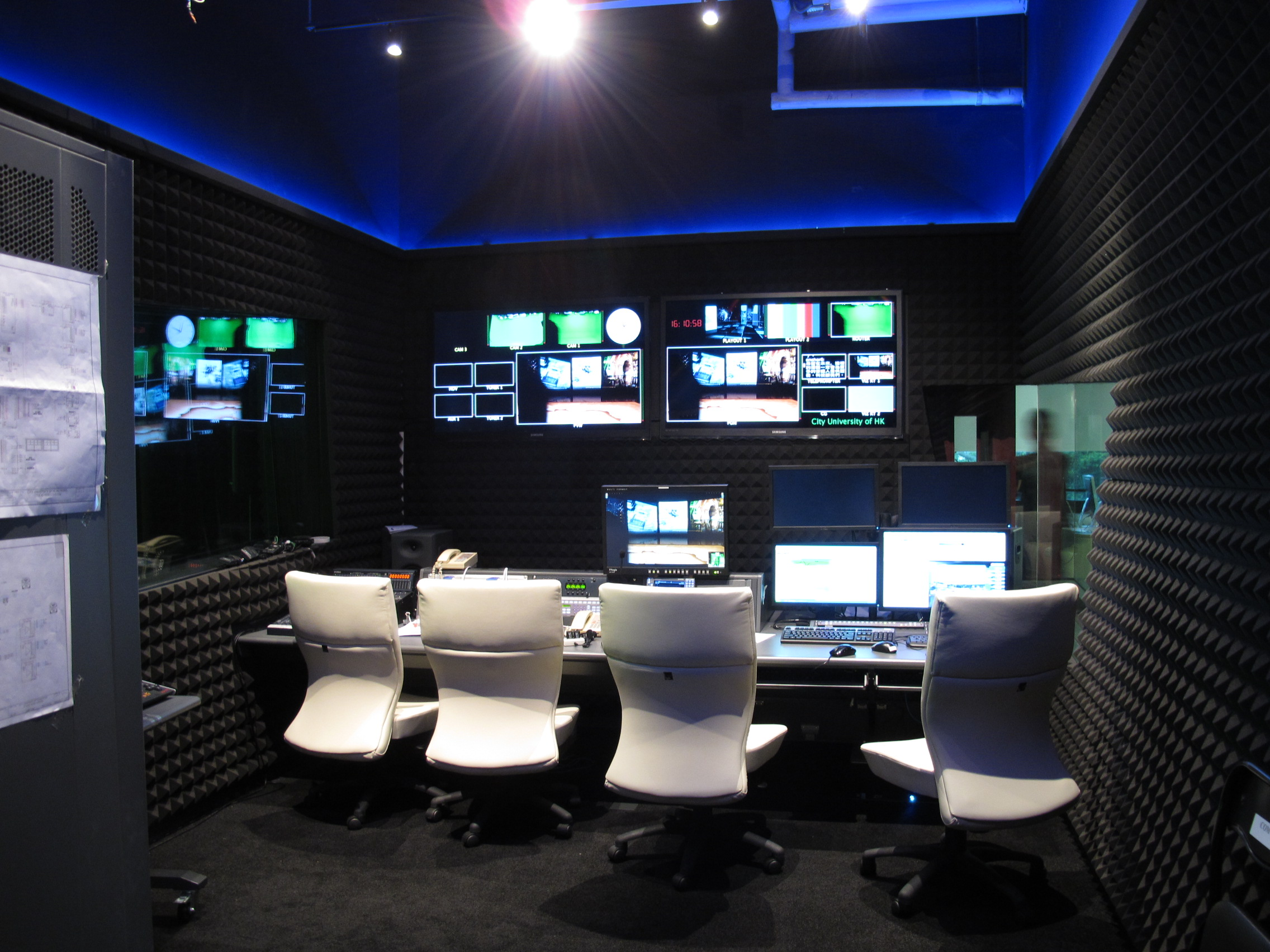
5樓媒體與傳播學系電視錄影廠控制室

## 外部連結
- 邵逸夫創意媒體中心 （页面存档备份，存于）

22°20′25″N 114°10′06″E / 22.340172°N 114.168461°E